# بزرگ سیاره کوچک ۲
بزرگ‌سیاره کوچک ۲ (به انگلیسی: LittleBigPlanet 2) یک بازی ویدئویی به سبک سکوبازی سندباکس با قابلیت محتوای تولیدی کاربران است که توسط مدیا مولکول توسعه یافته و سونی کامپیوتر انترتینمنت آن را در سال ۲۰۱۱ به‌طور انحصاری برای کنسول پلی‌استیشن ۳ منتشر ساخته است. این بازی مستقیماً ادامه قسمت اول بزرگ سیاره کوچک است که در سال ۲۰۰۸ منتشر شد و بسیار مورد تحسین منتقدین قرار گرفت و همچنین سومین نسخه از مجموعه بازی‌های بزرگ‌سیاره کوچک، بعد از نسخه پی‌اس‌پی در سال ۲۰۰۹ است. همانند نخستین قسمت، بزرگ‌سیاره کوچک ۲ نیز با واکنش‌های مثبتی از سوی منتقدان همراه بود.